# Панче Кралев
Панче Кралев (на македонска литературна норма: Панче Кралев) е икономист и политик от Северна Македония.

## Биография
Роден е на 30 август 1981 година в град Щип. Завършва магистратура по икономика, финанси и мениджмънт в Бристолския университет. Завършва и Шефилдския университет. В известен период от време работи в македонското посолство в Холандия и е съветник по икономически и търговски въпроси. На 28 юли 2011 година е назначен за министър на образованието и науката.